# Distretto di Halaç
Il distretto di Halaç è un distretto del Turkmenistan situato nella provincia di Lebap. Ha per capoluogo la città di Halaç.